# Tragt
En tragt er et rør der tyndt i den ende og med en meget bred munding i den anden ende. Tragten har ofte en konisk munding og en smal stamme. Tragten anvendes til at kanalisere væske eller finkornede stoffer i beholdere med en lille åbning. Uden en tragt vil meget spildes.
Tragter fremstilles typisk af rustfrit stål, aluminium, glas eller plast.